# Siegfried Lenz
Siegfried Lenz (født 17. marts 1926 i Lyck, Masurien i Østpreussen, død 7. oktober 2014 i Hamborg) var en tysk forfatter. Lenz var søn af en tolder, og efter afsluttende eksamen i 1943 blev han indkaldt som 17 årig til militærtjeneste i marinen. Han var i 18 måneder sammen med 1300 andre marinesoldat på krydseren Admiral Scheer, hvor han blandt andet var vidne til evakueringen af civile fra Østpreussen og russernes sænkning af lazaretskibet Wilhelm Gustloff. 
Den 9. april 1945 blev krydseren Admiral Scheer sænket ved værftet i Kiel af engelske bombefly, men da var hovedparten af besætningen inklusive Letz gået fra borde. Fra Flensborg blev Lenz i krigens sidste uger forflyttet til Danmark, hvor han skulle begynde sin tjeneste på hjælpekrydseren  "Hansa". Han benyttede episoden til at desertere i Danmark, hvor han i dagene omkring krigens slutning gemte sig i Næstved. Efter fredsslutningen i 1945 blev han for en tid interneret af englænderne i Slesvig-Holsten som krigsfange. På grund af sine gode engelskundskaber blev han hurtigt brugt som tolk.
Derefter læste han filosofi, engelsk sprog og litteratur på universitetet i Hamborg. Under studierne arbejdede han som praktikant på avisen Die Welt, hvor han senere blev fatsansat redaktør. Her mødte han sin senere hustru Liselotte (død 5. februar 2006). De giftede sig i 1949. Den 12. juni 2010 blev han gift med Ulla Reimer, Fyn. De boede skiftevis i Lenz' hus i Othmarschen og i Ulla Reimers hus på Fyn.
Siden 1951 levede han som forfatter i Hamborg. Siegfried Lenz havde i 26 år sommerhus i Lebøl på Als. Han havde stærke forbindelser til Danmark og både læste og talte dansk. Lenz var medlem af Gruppe 47. Flere af hans romaner er skrevet på Als, blandt andet Tysktime (bog), Forhistorien (bog), Eksercerpladsen (bog) og Kummer mit jütländischen Kaffeetafeln (genudgivet på tysk 2006; dansk udgave (Sønderjysk kaffebord) første gang 2011 på Forlaget Hovedland).
Lenz debuterede i 1951 med de humoristiske fortællinger fra sin østpreussiske hjemegn Es waren Habichte in der Luft, Der var høge i luften (bog). 
Han er særlig kendt for sine romaner og noveller med mere alvorlige temaer fra den tyske historie og nutidens Tyskland. Hans internationale gennembrud kom med romanen Tysktime i 1968. Romanen handler om en kritisk maler, som i Hitlertiden får forbud mod at male. Hovedfiguren i bogen var bygget over maleren Emil Nolde. 
Lenz har skrevet tolv romaner og flere noveller, essays og hørespil. Flere andre af hans værker er oversat til dansk. 2006 udgav han romanen Et minuts stilhed (bog), der handler om gymnasieeleven Christian, der er forelsket i sin engelsklærerinde Stella. 
Hans bøger er oversat til 30 sprog og i et oplag på mere end 20 millioner eksemplarer. Gennem sine menneskeskildringer giver han omverdenen et mere nuanceret billede af det moderne Tyskland og tyskerne, end det nazismen tegnede. Et af temaerne i hans værker er at give oprejsning til taberne i hverdagen, at genoprette deres værdighed. Lenz engagerede sig også i det nye Tyskland som flittig debattør og var blandt andet en varm fortaler for Willy Brandts østpolitik.
1988 fik han på Frankfurt bogmesse tildelt Den Tyske Boghandels fredspris. 1999 fik han på 250 året for Goethes fødsel Goethe-prisen. 2000 blev han æresborger i Hamborg. 2011 modtog han samme hædersbevisning fra fødebyen Ełk 